# 伦敦廓尔喀纪念碑

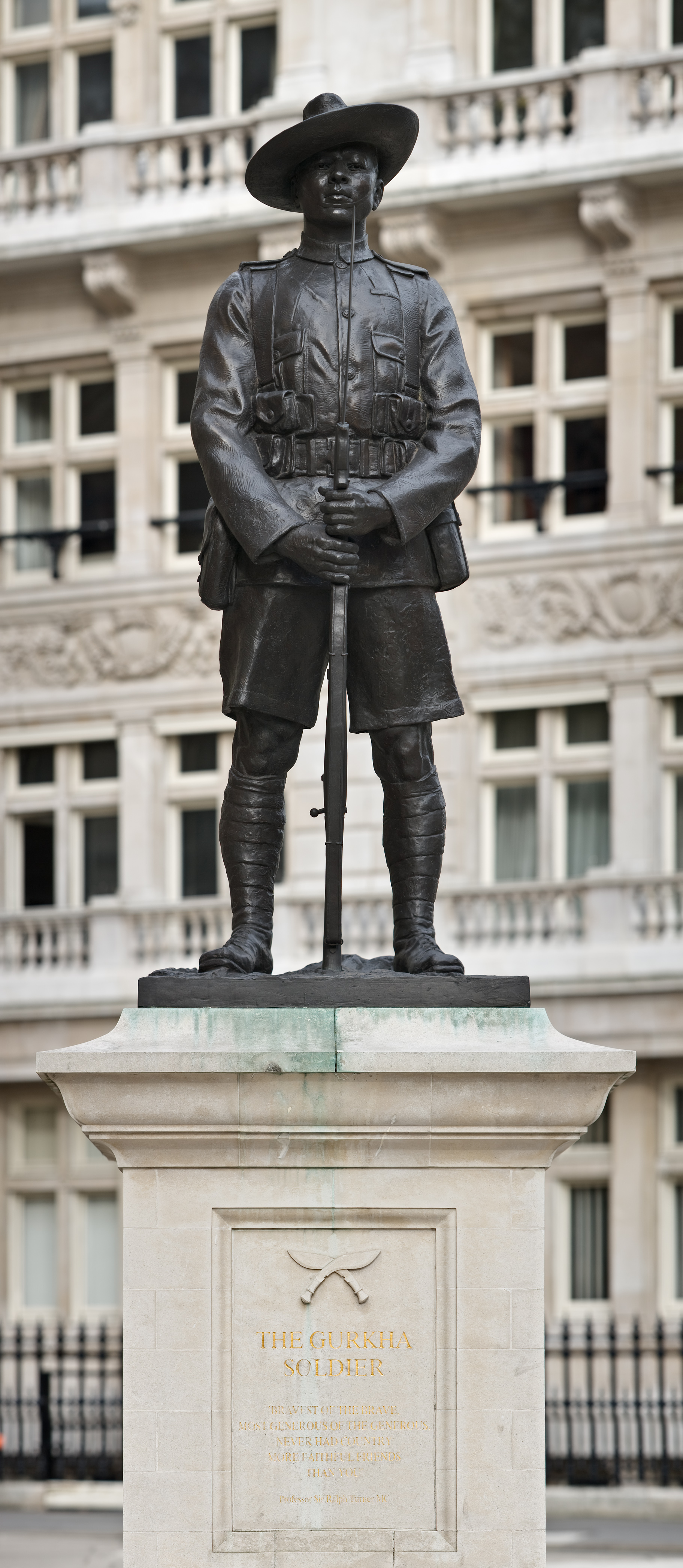
廓尔喀旅纪念碑

廓尔喀旅纪念碑位于伦敦白廳的骑兵卫队大街，1997年12月3日，时任英国女王伊丽莎白二世为其揭幕。这是全英国首座为廓爾喀人修建的纪念物，1997年，廓尔喀旅将总部及训练中心从香港迁至伦敦，因此英方决定在伦敦修建一座献给廓尔喀旅的纪念物。雕塑家菲利普·杰克逊以位于外交及聯邦事務部室内的由雕塑家理查德·雷金纳德·古尔登创作的廓尔喀士兵像（1924年）为基础，创作了新的雕像；纪念碑基座的设计者则是塞西尔·丹尼·海顿（Cecil Denny Highton）。